# Elgiazar Farashyan
Elgiazar Farashyan (2 de noviembre de 1988) es un cantante de Bielorrusia. Nació en Armenia, pero su familia se trasladó a la Provincia de Gómel en el este de Bielorrusia cuando tenía cinco años.

## Carrera
Las habilidades de Elgiazar para la música fueron descubiertas por su madre, una profesora de canto.  Insistió en que su hijo comenzara a cantar, al principio lo tomo a broma hasta que ganó un concurso internacional. Desde entonces ha ganado otros concursos. 

## Eurovision 2010
Junto al grupo 3+2, Farashyan representó a Bielorrusia en el Festival de la Canción de Eurovisión 2010.